# Mops leucostigma
Mops leucostigma es una especie de murciélago de la familia Molossidae.

## Distribución geográfica
Es endémica de Madagascar.